# 九峰镇 (周至县)
九峰镇，是中华人民共和国陕西省西安市周至縣下辖的一个乡镇级行政单位。

## 行政区划
九峰镇下辖以下地区：
何家寨村、胡家村、起良村、联新村、薛堡村、二联村、沙云屯村、魏家庄村、水寨村、甘午村、安寨村、冯尚坡村、星峰村、北千户村、南千户村、寇家堡村、余家村、永丰村、虎峰村、耿西村和耿峪村。